# Carlos Yulian Santos
Carlos Santos (Ciudad de Guatemala, Guatemala; 5 de agosto de 2003) es un futbolista  que actualmente milita en el club Xelajú Mario Camposeco de la Liga Nacional de Guatemala se formó en las canteras del club Comunicaciones. 
A su temprana edad ha militado en clubes de primera división y Liga Nacional, fue parte de la selección sub-20 que logró la clasificación a la Copa Mundial de Fútbol Sub-20 de 2023 se desempeña en la posición de mediocampista.

## Clubes
| Club                    | País      | Año               |
| ----------------------- | --------- | ----------------- |
| Deportivo Sanarate F.C. | Guatemala | 2021 - 2022       |
| Deportivo Iztapa        | Guatemala | 2022 - 2023       |
| Xelajú M.C              | Guatemala | 2023 - Actualidad |

## Palmarés

### Campeonatos nacionales
| Título                     | Club      | País      | Año  |
| -------------------------- | --------- | --------- | ---- |
| Liga Nacional de Guatemala | Xelaju MC | Guatemala | 2024 |